# Słowenia na Letnich Igrzyskach Olimpijskich 2004
Słowenię na XXVIII Letnich Igrzyskach Olimpijskich w Atenach reprezentowało 79 sportowców (23 kobiet i 56 mężczyzn) w 10 dyscyplinach. Był to 4 start Słoweńców na letnich igrzyskach olimpijskich.

## Zdobyte medale
| Medal  | Zawodnik            | Dyscyplina sportowa | Konkurencja              |
| ------ | ------------------- | ------------------- | ------------------------ |
| Srebro | Iztok Čop Luka Špik | Wioślarstwo         | dwójka podwójna mężczyzn |
| Brąz   | Urška Žolnir        | Judo                | do 63 kg kobiet          |
| Brąz   | Vasilij Žbogar      | Żeglarstwo          | klasa Laser mężczyzn     |
| Brąz   | Jolanda Čeplak      | Lekkoatletyka       | bieg na 800 m kobiet     |